# 鲁昂主教座堂
鲁昂主教座堂（Rouen Cathedral），也称为鲁昂圣母主教座堂、鲁昂大教堂以及鲁昂圣母大教堂，位于法国鲁昂，天主教鲁昂总教区主教座堂。哥特式建筑。印象派画家莫奈曾画过三十多幅《鲁昂主教座堂》。

## 历史
1063年，诺曼第公爵征服者威廉统治时期开始兴建。1200年一场大火付之一炬。现在看到的外貌是从1202到1880年历经好几百年不断整修与扩建的跨世纪建筑。
2024年7月11日，鲁昂主教座堂尖塔失火。

## 建筑
鲁昂主教座堂修建时期长达数百年，因此体现了哥特早期、哥特鼎盛期和哥特晚期火焰式等多种风格。
钟楼尖塔高达151公尺，在1876到1880年间为世界最高。它现在仍然是法国最高的教堂尖塔。

## 外部連結
- Official Website （页面存档备份，存于）
- Rouen Seine valley Tourist Board's website （页面存档备份，存于）
- Virtual tour （页面存档备份，存于）